# 益蝽
益蝽 (学名：Picromerus lewisi) 是半翅目蝽科益蝽亚科的一种昆虫，广泛分布于中国云南、贵州、广西等地以及朝鲜、日本等多个亚洲地区。其捕食范围涵盖了草地贪夜蛾、粘虫、斜纹夜蛾、亚洲玉米螟、小菜蛾、烟青虫等多种农作物害虫。